# 1979 في كندا
فيما يلي قوائم الأحداث التي وقعت خلال عام 1979 في كندا.

## سياسة

### تعيين في المنصب
- 1 يناير – برايان سميث عضو الجمعية التشريعية لكولومبيا البريطانية ‏.
- 4 يونيو – بيير ترودو زعيم المعارضة الرسمية [الإنجليزية]‏.

### انتهاء فترة المنصب
- 21 مايو – ليونارد جونز عضو مجلس العموم الكندي.
- 4 يونيو – بيير ترودو رئيس وزراء كندا.
- 4 يونيو – جان كريتيان وزير المالية [الإنجليزية]‏.

## رياضة
- 30 سبتمبر – جائزة كندا الكبرى 1979 الفائز آلان جونز.

## مواليد

### يناير
- 1 يناير – أنطوان دوفور
- 1 يناير – إيميلي سانت جون مانديل كاتبة أمريكية.
- 1 يناير – باتريك واتسون عازف بيانو كندي.
- 1 يناير – بسمة بني أحمد
- 1 يناير – جيمس هايلمان
- 8 يناير – سارة بولي

### فبراير
- 1 فبراير – راشيل لفيفر

### أبريل
- 2 أبريل – ليندي بووث ممثلة كندية.

### مايو
- 1 مايو – جينيفر بوتيريل لاعبة هوكي جليد كندية.
- 3 مايو – فنسنت تونغ
- 12 مايو – أدريان سيريو لاعب كرة قدم كندي.
- 25 مايو – كارولين أوليت لاعبة هوكي جليد كندية.

### يونيو
- 9 يونيو – أندرو والكر
- 16 يونيو – جيم بلك لاعب هوكي جليد كندي.

### أغسطس
- 3 أغسطس – إيفانجلين ليلي ممثلة كندية.
- 7 أغسطس – اريك جونسون
- 22 أغسطس – جينيفر فينيغان ممثلة كندية.

### سبتمبر
- 5 سبتمبر – ستايسي ديلز لاعبة كرة سلة من الولايات المتحدة الأمريكية.
- 26 سبتمبر – جيكوب تيرني ممثل كندي.

### أكتوبر
- 7 أكتوبر – آرون أشمور ممثل كندي.
- 7 أكتوبر – شون أشمور ممثل كندي.
- 25 أكتوبر – روزا مينديز

### ديسمبر
- 7 ديسمبر – إريك بوذا
- 17 ديسمبر – كولين سوستوريكس لاعبة هوكي جليد كندية.
- 18 ديسمبر – بينوا غودي ملاكم كندي.

## وفيات

### أبريل
- 17 أبريل – آرثر لو كلارك (مواليد 1902)

### مايو
- 29 مايو – ماري بيكفورد (مواليد 1892)

### يونيو
- 2 يونيو – روبرت كارسون (مواليد 1909) ممثل كندي.